# Euxoa alticola
Euxoa alticola är en fjärilsart som beskrevs av Smith 1890. Euxoa alticola ingår i släktet Euxoa och familjen nattflyn. Inga underarter finns listade i Catalogue of Life.